# Rauni-Leena Luukanen-Kilde
Rauni-Leena Tellervo Luukanen-Kilde nhũ danh Valve (15 tháng 11 năm 1939 – 8 tháng 2 năm 2015) là bác sĩ người Phần Lan đã viết và giảng dạy về cận tâm lý học, UFO học và kiểm soát tâm trí.
Luukanen-Kilde chào đời tại Värtsilä. Bà phải chạy trốn cùng gia đình lúc còn thơ ấu trong Thế chiến thứ hai và được nuôi dưỡng ở Helsinki. Bà theo học y khoa tại các trường đại học Oulu và Turku, tốt nghiệp năm 1967. Bà đã có lúc là bác sĩ y khoa duy nhất tại bệnh viện ở Pelkosenniemi, cũng như hành nghề nha khoa và thú y. Tháng 3 năm 1975, bà trở thành một viên chức y tế cấp tỉnh ở Rovaniemi, Lapland; rồi sau được cất nhắc giữ chức giám đốc y tế cho Lapland.
Năm 1982, nhờ cái tên Rauni-Leena Luukanen, bà đã xuất bản cuốn Kuolemaa ei ole (Không có cái chết). Bà quan tâm đến chủ đề siêu linh từ khi còn là một thiếu niên, nhưng vụ tai nạn xe hơi năm 1985 dẫn đến việc bà phải nghỉ hưu theo như lời kể là "có ý nghĩa trong lần chuyển sang lĩnh vực UFO học". Bà xuất hiện như một diễn giả nổi bật tại các hội nghị về UFO, giúp tổ chức hội nghị quốc tế đầu tiên về người ngoài hành tinh ở Phần Lan và là tác giả của những cuốn sách viết về UFO, hiện tượng người ngoài hành tinh bắt cóc, kiểm soát tâm trí và thuyết âm mưu. Luukanen-Kilde cho biết mình từng được người ngoài hành tinh "giải cứu" thoát khỏi nguy hiểm, và có kỹ năng và kiến thức bí truyền do mối quan hệ của bà với họ. Bà nói rằng có một chương trình trao đổi bí mật giữa loài người và người ngoài hành tinh đang bị cố tình giữ kín bởi "các chính phủ phương Tây có thế lực", đặc biệt là Mỹ. Luukanen-Kilde cũng nói rằng các cơ quan quân sự và tình báo bí mật đang tập sử dụng công nghệ kiểm soát tâm trí lên dân số thế giới bằng cách sử dụng điện thoại di động và siêu máy tính và một âm mưu giết chết phần lớn cư dân Trái Đất bằng vắc-xin cúm lợn đang được WHO, Henry Kissinger và Bilderberg Group chế tạo. Bài viết của bà về cấy ghép từ tính như một phương tiện kiểm soát được lưu hành rộng rãi. Bà còn xuất hiện trong bộ phim năm 1999 Revelations: The End Times, Volume 2.
Luukanen-Kilde kết hôn với một nhà ngoại giao Na Uy vào năm 1987 và chuyển đến Na Uy vào năm 1992. Sau cái chết của chồng năm 1996, Luukanen-Kilde qua đời vào tháng 2 năm 2015 tại Vaasa sau thời gian dài bị bệnh, đã trở lại Phần Lan trước đó không lâu.

## Ấn phẩm chọn lọc
- Kuolemaa ei ole. Espoo: Weilin & Göös, 1982. ISBN 951-35-2776-X. Helsinki: Uusi kirjakerho, 1982. ISBN 951-54-0364-2 (Both as Rauni-Leena Luukanen.) Revised edition: Helsinki: WSOY, 1992. ISBN 951-0-17866-7
- Tähtien lähettiläs. Helsinki: WSOY, 1991. ISBN 951-0-17031-3
- Kuka hän on? Helsinki: WSOY, 1993. ISBN 951-0-18918-9
- Universumin lapsi. Helsinki: WSOY, 1995. ISBN 951-0-19914-1
- Salatut maailmamme. Son: Star Sisters International, 2007. ISBN 978-952-92-1785-4
- Bright Light On Black Shadows. Georgetown, Ontario, Canada, 2015 ISBN 978-0-9940374-0-4
- JASNE ŚWIATŁO W CIEMNOŚCI TUNELU, Georgetown, Ontario, Canada, 2016 ISBN 978-0-9940374-1-1